# Бердиев, Азамат Фаильевич
Азамат Фаильевич Бердиев (11 июня 1996, Осыпной Бугор, Астраханская область — 1 августа 2023) — российский офицер Воздушно-десантных войск Российской Федерации, гвардии лейтенант, командир десантно-штурмового взвода 56-го гвардейского десантно-штурмового полка 7-й гвардейской десантно-штурмовой (горной) дивизии Воздушно-десантных войск. Герой Российской Федерации (2023).

## Биография
Родился 11 июня 1996 года в селе Осыпной Бугор Приволжского района Астраханской области, в татарской семье. Родители — Фаиль и Татьяна Бердиевы. Завершил обучение в неполной средней школе № 19 в городе Астрахани. В 2014 году окончил обучение в Астраханской лингвистической гимназии. В 2015 году завершил обучение в Астраханском суворовском военном училище Министерства внутренних дел России.
В 2015 году был призван на срочную службу в Вооружённые силы Российской Федерации. Проходил службу в 56-й отдельной гвардейской десантно-штурмовой бригаде Воздушно-десантных войск, которая дислоцировалась в городе Камышине Волгоградской области.
Демобилизовавшись с военной службы, стал проживать в родном селе. Поступил на обучение в Саратовскую государственную юридическую академию, которую окончил в 2018 году. Также прошёл обучение в Московском финансово-юридическом университете. Занимался общественной деятельностью, являлся руководителем Астраханского регионального отделения общественной организации «Вектор», руководителем Приволжского отделения общероссийской общественной организации «Российский союз молодёжи».
В 2019 году заключил контракт с Министерством обороны Российской Федерации, проходил службу в 56-й отдельной гвардейской десантно-штурмовой бригаде Воздушно-десантных войск, а после её переформирования с декабря 2021 года — в 56-м гвардейском десантно-штурмовом ордена Отечественной войны Донском казачьем полку, который дислоцировался в городе Феодосия.
С февраля 2022 года принимал участие в российском вторжении на Украину. В период участия в боевых действиях в марте 2023 года Бердиеву было присвоено офицерское звание лейтенант. 1 августа 2023 года, выполняя боевое задание, группа под командованием Азамата Бердиева попала под артиллерийский обстрел и понесла потери. Бердиев получил тяжёлое ранение, но отказался от эвакуации и продолжил командовать подразделением. Скончался от ран.
Похоронен 7 августа 2023 года в родном селе Осыпной Бугор.
Указом Президента Российской Федерации (закрытым) от 7 декабря 2023 года «за мужество и героизм, проявленные при исполнении воинского долга», гвардии лейтенанту Бердиеву Азамату Фаильевичу было присвоено звание «Герой Российской Федерации» (посмертно). 12 декабря 2023 года в городе Астрахани награда была передана родителям и жене военнослужащего.

## Память
- Именем Героя назван учебный вертолёт в 56-м гвардейском десантно-штурмовом полку ВДВ России;
- С 2024 года Осыпнобугорская средняя общеобразовательная школа в Приволжском районе Астраханской области носит имя героя[8].